# 長壁姬

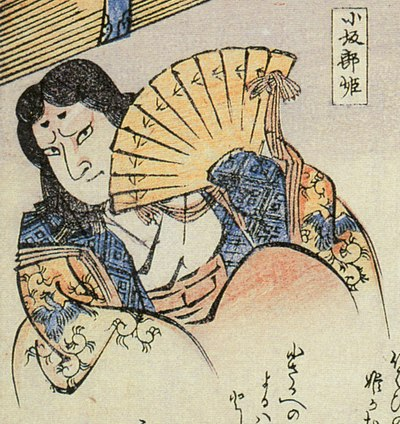
龍齋閑人正澄所創作的《狂歌百物語》當中的「小坂部姬」（長壁姬）

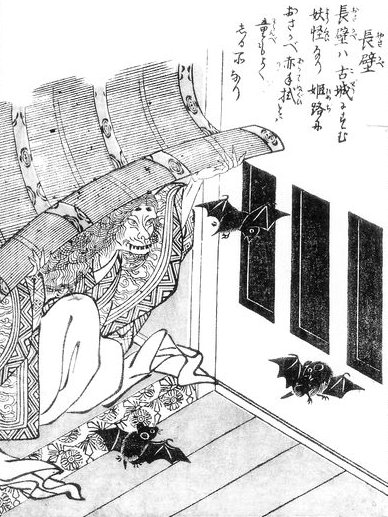
鳥山石燕《今昔畫圖續百鬼》當中的「長壁」

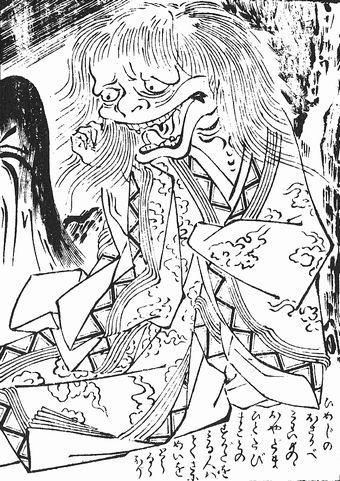
北尾政美《夭怪着到牒》當中的「刑部姬」

長壁姬（日语：／ Osakabe-hime）是日本的女性妖怪，傳說居住在姬路城中，另外有小刑部姬、刑部姬（日文發音和長壁姬一樣）、小坂部姬等別名。

## 傳說
傳說長壁姬隱居在姬路城的天守中，每年與城主會面一次，並告知其姬路城的命運。根據松浦清的隨筆《甲子夜話》中所言，長壁姬之所以會以這種隱匿形式生活，是因為她討厭人類。在江戶時代的怪談集《諸國百物語》中記述道，為了讓生病的播磨國姬路藩初代藩主池田三左衛門輝政得以痊癒，一名從比叡山前來的阿闍黎來到天主閣（天守）舉行加持祈禱儀式。儀式中，一名三十歲上下的神秘女子在阿闍黎面前現身，並喝令要其離去。阿闍黎不但不從，還大聲叱責神秘女子，於是神秘女子就變成約6公尺高的鬼神，踢死阿闍黎後便消失了。
一般認為長壁姬的真面目是一隻老狐狸，也有其實是井上内親王和兒子他戸親王之間亂倫誕下的孩子、曾受伏見天皇寵愛的女房的靈魂、姬路城的所在地姬山的山神（刑部明神）等各種說法。

## 由來
姬路城在姬山建立時便設有「刑部（おさかべ）大神」的神社，後來豐臣秀吉把刑部大神的神社搬出城外。這個的名稱有其由來，但在早期的傳說和創作中（例如《諸國百物語》）是以「城化物」等名稱稱呼，稱呼並不固定。
這座神社的祭神具體是誰有各種不同的說法，但最終被認為是「城」的神明，且祂會根據城主的行為而思考並作祟。關於這點可以參考以下事件：關原之戰後接任的新城主池田輝政將姬路城做了大規模的翻修，但在1608年新的天守閣完成時，各種怪異現象也跟著出現，1611年輝政也病倒在床。由於有傳聞說是刑部大神降祟，池田家便在城內建立了刑部神社，並將刑部大神遷座到內。
由於許多誤傳，這位刑部明神和稻荷神的傳說逐漸混淆、習合，變成了「天守閣住著狐狸妖怪」這樣的傳說。
根據民俗學研究所的《綜合日本民俗語彙》所記載，由於姬路到備前一帶的地區把蛇叫成「 Sakafu」，因此也出現了「長壁姬是蛇神」這樣的說法。
在《諸國百物語》（1677）中，無法明確判定長壁姬的性別（它既曾以男性形象，也曾以女性形象出現過），但最後它還是被認為是女性。之所以會作出這樣的判斷，被認為和地名「姬路」有關。此外在《老媼茶話》（1742）中，長壁姬被記載為和豬苗代城的妖姬「龜姬」是同一種妖怪。在泉鏡花所作的戲曲《天守物語》中，長壁姬則被設定成是龜姬義理上的姊姊。
在群馬縣前橋市的傳說中也有長壁姬的身影。1749年，松平朝矩從原本的封地姬路藩轉封為前橋藩，同時也將原本位於姬路城長壁神社中的神座遷移至此，將其視為前橋城的守護神。1763年，當大水襲來造成災情，前橋城也被毀壞，松平朝矩因而決定要搬移至川越城時，據說他夢到了長壁姬。長壁姬希望朝矩能將川越的神社一起搬遷走，然而朝矩卻指責長壁姬沒有從水害中保護川越城，並拒絕了她的請求。後來松平朝矩在搬遷後不久病倒，年僅31歲就過世了，坊間傳說是長壁姬作祟而故。在現今前橋市的前橋東照宮中，長壁姬和木花咲耶姬、菅原道真等神明一同被供奉著。

## 古籍
在鳥山石燕所創作的《今昔畫圖續百鬼》中被叫做「長壁」，描寫為驅使著蝙蝠的老貴婦。此外在江戶時代的奇談集《老媼茶話》中則將其描寫為穿著十二單的高雅女性。在《老媼茶話》記載的故事中，名為森田圖書的小姓為了試膽而登上天守閣，並在那遇見了長壁姬。對於長壁姬的問題「你來這裡做什麼？」，森田老實的回答她「來試膽的」。據說對他的膽量和率直感到敬佩的長壁姬給了他來此試膽的證明：錣（一種頭盔）。
井原西鶴所著的《西鶴諸國奇聞》中，長壁姬手下有800匹眷屬，她可以自如地讀取人們的心思，玩弄人們的心，在此記述中強調其近於妖怪而非人類的一面。
在北尾政美所作的黃表紙（一種繪本）《夭怪着到牒》中，以「刑部姬」的稱呼記載著她。在書中，看到刑部姬的臉的人立刻就丟了性命。
明治18年（1885年）左右發行的《今古實錄 増補英雄美談》中記載了宮本武藏和長壁姬之間的故事。在宮本武藏的武者修行之旅中，有一次以足輕「宮本七之介」的編造身分受到了姬路城主木下勝俊的雇用。這時，在祭祀著「小刑部大明神」的姬路城天守閣中，魔物相繼出現了。城主發現了武藏的真實身分，改為拜託他去降伏天守閣中的魔物。在夜色中，武藏一手提著燈來到天守閣五重目。待到黎明時，自稱為小刑部大明神的女性在他面前現身了。女性告訴武藏，在這盤踞了數百年的老狐狸因為害怕武藏而逃跑了，作為謝禮，她將名刀・鄉義弘送給了武藏。然而，這其實是化身為女性的狐狸所設下的陷阱。鄉義弘實際上是自木下秀吉以來傳承至今的木下家的傳家寶，狐狸意圖陷害武藏，想藉此將他趕出城外。然而狐狸的企圖沒有成功，武藏並沒有因此被問罪。在這之後，狐狸化身為名叫中山金吾的少年混入武藏的弟子中，被武藏所識破並被他給退治了。這個故事和長壁姬的傳說有所關聯，據說其實是改編自上面所提到的《老媼茶話》中的記述。
後來這個故事經由講談師小金井蘆洲的重新演繹，其講演的內容被記錄下來，並於大正8年（1919年）在《大阪每日新聞》上以連載形式刊登，不過在故事中武藏的化名變成了「滝本又三郎」。姬路市本地也有武藏退治了狐狸的傳說，不過大多會省略鄉義弘實際上是偷來的贓物的後半段故事，將整段故事傳為美談。作為美化版本之一，有時候會將宮本武藏在故事中的身份從被僱傭的下層士兵足輕，改為城主請來教導劍術的教頭等其他身份。

## 大眾文化中的長壁姬
- 《おさかべ姬》，火坂雅志著。收錄在短篇集當中。
- 《小坂部姬》，岡本綺堂著。
- 《Fate/Grand Order》（2017年），以從者「Assassin」、「Archer」的職階登場，配音員為福圓美里，被描寫成窩在姬路城中不想出門的宅女。
- 《仁王2》（2020年），日本動作角色扮演遊戲，夢路篇主線黃金城池boss。